# 新谷保志
新谷 保志（しんや やすし、1976年9月21日 - ）は、日本テレビの社員。元アナウンサー。

## 来歴・人物
神奈川県南足柄市出身。神奈川県立小田原高等学校、早稲田大学法学部卒業。専攻は国際法。
- 1999年に日本テレビ入社。同期のアナウンサーは、高橋雄一、山本真純、河合彩。
- 早稲田大学法学部に入学したのち、一般受験ながら体育会・競走部に入部。TBSアナウンサーの佐藤文康はその同期。
- 過去の担当番組である『あさ天5』では朝刊のコーナーを担当し、「朝なのに“しんや（深夜）”がお伝えしました」とだじゃれで締めくくるのが恒例だった。
- マラソンという趣味が影響してか、30回記念となった2007年の『24時間テレビ30』では、萩本欽一のサポートランナーとして70km全てを完走した（マラソンランナーのサポート役のため、一度もリポートを行わなかった）。
- プロ野球では読売ジャイアンツ戦をメインに担当。クライマックスシリーズでは2012年のセ・リーグ・ファイナルステージ・読売ジャイアンツ対中日ドラゴンズ第2戦と第6戦、2013年のセ・リーグ・ファイナルステージ・読売ジャイアンツ対広島東洋カープ第1戦、日本シリーズは2008年の読売ジャイアンツ対埼玉西武ライオンズ第2戦（日テレG+のみの放送[1]）、2012年の読売ジャイアンツ対北海道日本ハムファイターズ第2戦（地上波での初の日本シリーズ実況）、2013年の読売ジャイアンツ対東北楽天ゴールデンイーグルス第4戦を実況した。

私生活では2011年10月、中京テレビアナウンサーの本多小百合と結婚。結婚後も、野球、プロレス、サッカー、オートバイレース、レスリング、駅伝・マラソン、体操競技の7種目で実況を担当するなど、スポーツアナウンサーとして幅広く活動した。
2016年、総務局総務部に異動し、社外取締役の渡邉恒雄などの秘書を担当。2018年より、日本テレビに新設されたICT戦略本部で新規事業を担当している。(2019年4月現在)

## 担当番組
- あさ天5（朝刊コーナー）
- あさ天サタデー
- ジパングあさ6（芸能コーナー。前述の「あさ天5」とワンセットで担当）
- NNNニュースダッシュ
- NNNニュースサンデー
- NNNニューススポット
- 午後は○○おもいッきりテレビ
- NEWS ZERO（鈴木崇司の代理）
- 音楽戦士 MUSIC FIGHTER（ナレーション）
- Oha!4 NEWS LIVE

（日テレNEWS24(CS)・日本テレビ系列、月曜スポーツ&エンタメキャスター、2011年4月4日 - 9月26日。
　番組卒業後、中野謙吾（木・金キャスター）の代理で同年11月17日 - 18日、12月15日、藤田大介（月 - 水キャスター）の代理で同年11月28日 - 29日、12月13日 - 14日）
- プロレスリング・ノア中継
- Dramatic Game 1844
- 箱根駅伝
- NASCAR
- レスリング
- オートバイ世界選手権MotoGP
- サッカー他スポーツ中継
- デイリープラネット（日テレNEWS24・金曜担当サブキャスター）
- ザ!鉄腕!DASH!!(2001年1月)